# Notornis

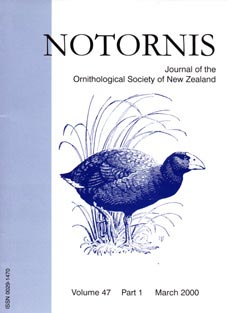
le Notornis, est un oiseau endémique de l'Île du Sud.

Notornis est une publication scientifique de l'Ornithological Society of New Zealand. La revue publie des articles en ornithologie de Nouvelle-Zélande et du Pacifique Sud. L'emblème de la société, le Notornis (un autre nom pour Takahé), est un oiseau endémique de l'Île du Sud.  
La revue Notornis est précédée de New Zealand Bird Notes, publié de 1943 à 1949.